# Juno Award/Traditional Jazz Album of the Year
Der Juno Award für das Traditional Jazz Album of the Year wurde seit 1994 von der Canadian Academy of Recording Arts and Sciences vergeben. Es wurde erstmals 1994 vergeben und richtete sich an Künstler des Traditional Jazz, nachdem der ehemals verliehene Preis Best Jazz Album  in diesen sowie den Contemporary Jazz Award aufgesplittet wurde. Von 1994 bis 1999 hieß der Preis Best Mainstream Jazz Album und von 2000 bis 2002 Best Traditional Jazz Album – Instrumental. 2014 wurde er sowie sein Konterpart durch die neuen Kategorien Jazz Album - Solo und Jazz Album - Group ersetzt.

## Übersicht

### Best Mainstream Jazz Album (1994–1999)
| Jahr | Sieger                                | Album                 | Nominierungen | Ref.  |
| ---- | ------------------------------------- | --------------------- | --- | ----- |
| 1994 | Dave Young and the Phil Dwyer Quartet | Fables and Dreams     | - Sonny Greenwich – Standard Idioms - Oliver Jones – Just BB - Rob McConnell and the Boss Brass – Our 25th Year - Bernie Senensky – Wheel Within a Wheel                                                                                            | [ 1 ] |
| 1995 | Renee Rosnes                          | Free Trade            | - Jane Bunnett – The Water Is Wide - Ranee Lee – I Thought About You... - Lorne Lofsky – Bill, Please - Rob McConnell and the Boss Brass – Overtime                                                                                                 | [ 2 ] |
| 1996 | Ingrid Jensen                         | Vernal Fields         | - Jeri Brown – A Timeless Place - D. D. Jackson – Peace Song - Oliver Jones – From Lush to Lively - Normand Guilbeault Ensemble – Basso Continuo |       |
| 1997 | Renee Rosnes                          | Ancestors             | - Lenny Breau with Dave Young – Live at Bourbon St. - Oscar Peterson – Oscar Peterson Meets Roy Hargrove and Ralph Moore - Rob McConnell and the Boss Brass – Even Canadians Get the Blues - Dave Young – Two by Two, Piano Bass Duets Vol II       |       |
| 1998 | Hugh Fraser Quintet                   | In the Mean Time      | - Ingrid Jensen – Here on Earth - Oliver Jones – Have Fingers, Will Travel - Diana Krall – Love Scenes - Renee Rosnes – As We Are Now |       |
| 1999 | Kirk MacDonald                        | The Atlantic Sessions | - François Bourassa – Cactus - Dave Young Trio – Inner Urge - The Kenny Wheeler & Sonny Greenwich Quintet – Kenny and Sonny Live at the Montreal Bistro - Kenny Wheeler, Norma Winstone, John Taylor and the Maritime Jazz Orchestra – Siren's Song |       |

### Best Traditional Jazz Album  – Instrumental (2000  – 2002)
| Jahr | Sieger                                    | Album                | Nominierungen | Ref. |
| ---- | ----------------------------------------- | -------------------- | --- | ---- |
| 2000 | Pat LaBarbera                             | Deep in a Dream      | - Bernie Senensky Quintet – New Horizons - P. J. Perry – P.J. Perry & The Edmonton Symphony Orchestra - Renee Rosnes – Art & Soul - Time Warp – Time Warp Plays the Music of Duke Ellington |      |
| 2001 | Rob McConnell Tentet                      | Rob McConnell Tentet | - Alive and Well – Way Out East - Ingrid Jensen – Higher Grounds - Kirk MacDonald – New Beginnings - Brad Turner – Brad Turner Quartet                                                      |      |
| 2002 | Mike Murley, Ed Bickert and Steve Wallace | Live at the Senator  | - The Brigham Phillips Big Band – And It Really Was... - Campbell Ryga – Spectacular - Don Thompson – Forgotten Memories - Paul Tobey – Street Culture                                      |      |

### Traditional Jazz Album of the Year (2003–2014)
| Jahr | Sieger                                    | Album                              | Nominierungen | Ref. |
| ---- | ----------------------------------------- | ---------------------------------- | --- | ---- |
| 2003 | Renee Rosnes                              | Life on Earth                      | - Jane Bunnett, Dewey Redman, Dean Bowman, Larry Cramer, Stanley Cowell, Kieran Overs and Mark McLean – Spirituals and Dedications - Oliver Jones and Skip Bey – Then and Now - Rob McConnell Tentet – Thank You, Ted - Bernard Primeau and the Montreal Jazz Ensemble – Evolution |      |
| 2004 | Guido Basso                               | Lost in the Stars                  | - Mike Murley and David Occhipinti – Duologue - One Take – One Take, Vol. 1 - Sandro Dominelli Quintet – Café Varzé Jazz - John Stetch – Standards |      |
| 2005 | David Braid                               | Vivid: The David Braid Sextet Live | - Ryga/Rosnes Quartet – Deep Cove - François Théberge – Elenar - John Stetch – Exponentially Monk - The Mike Murley Quintet – Extra Time |      |
| 2006 | Don Thompson Quartet                      | Ask Me Later                       | - Ian McDougall Quintet – In a Sentimental Mood - Phil Dwyer with Alan Jones and Rodney Whitaker – Let Me Tell You About My Day - Dave Young Quintet – Mainly Mingus - P. J. Perry – Time Flies                                                                                    |      |
| 2007 | Jon Ballantyne                            | Avenue Standard                    | - Mike Murley and The David Braid Quartet – Mnemosyne's March - Jake Langley – Movin‘ and Groovin‘ - William Carn – Other Stories - David Braid – ZHEN: The David Braid Sextet Live, Volume II                                                                                     |      |
| 2008 | Brandi Disterheft                         | Debut                              | - David Braid and Matt Brubeck – Brubeck Braid: twotet/deuxtet - Tara Davidson – Code Breaking - Jodi Proznick Quartet – Foundations - Oliver Jones, PJ Perry, Ian MacDougall, Terry Clarke and Michel Donato – Live Jazz Legends                                                  |      |
| 2009 | Oliver Jones                              | Second Time Around                 | - Don Thompson Quartet – For Kenny Wheeler - Brad Turner Quartet – Small Wonder - Chris Donnelly – Solo - John Stetch – TV Trio |      |
| 2010 | Terry Clarke                              | It's About Time                    | - Alain Bédard – Bluesy Lunedi - Oliver Jones and Hank Jones – Pleased to Meet You - Al Henderson Septet – Regeneration - Darren Sigesmund – Strands II |      |
| 2011 | John MacLeod's Rex Hotel Orchestra        | Our First Set                      | - Owen Howard – Drum Lore - Félix Stüssi 5 and Ray Anderson – Hieronymus - Earl MacDonald – Re: Visions, Works for Jazz Orchestra - Kirk MacDonald Quartet – Songbook Vol. 2 |      |
| 2012 | David Braid                               | Verge                              | - Dave Young Quintet – Aspects of Oscar - Oliver Jones – Live in Baden - Kirk MacDonald Orchestra – Deep Shadows - Mike Murley Septet – Still Rollin‘ |      |
| 2013 | Mike Murley, Ed Bickert and Steve Wallace | Test of Time                       | - Shirantha Beddage – Identity - Brian Dickinson Quartet – Other Places - Cory Weeds Quartet – Up a Step - Dave Young/Terry Promane Octet – Volume One |      |
| 2014 | Mike Downes                               | Ripple Effect                      | - Carn Davidson 9 – Nine - Ian McDougall 12-tet – The Ian McDougall 12tet LIVE - John MacLeod & His Rex Hotel Orchestra – Our Second Set - Phil Dwyer and Don Thompson – Look for the Silver Lining                                                                                |      |